# Carex unilateralis
Carex unilateralis är en halvgräsart som beskrevs av Kenneth Kent Mackenzie. Carex unilateralis ingår i släktet starrar, och familjen halvgräs. Inga underarter finns listade i Catalogue of Life.